# Tebet
Tebet is een onderdistrict (kecamatan) van de stadsgemeente Jakarta Selatan (Zuid-Jakarta) in de provincie Jakarta, Indonesië.

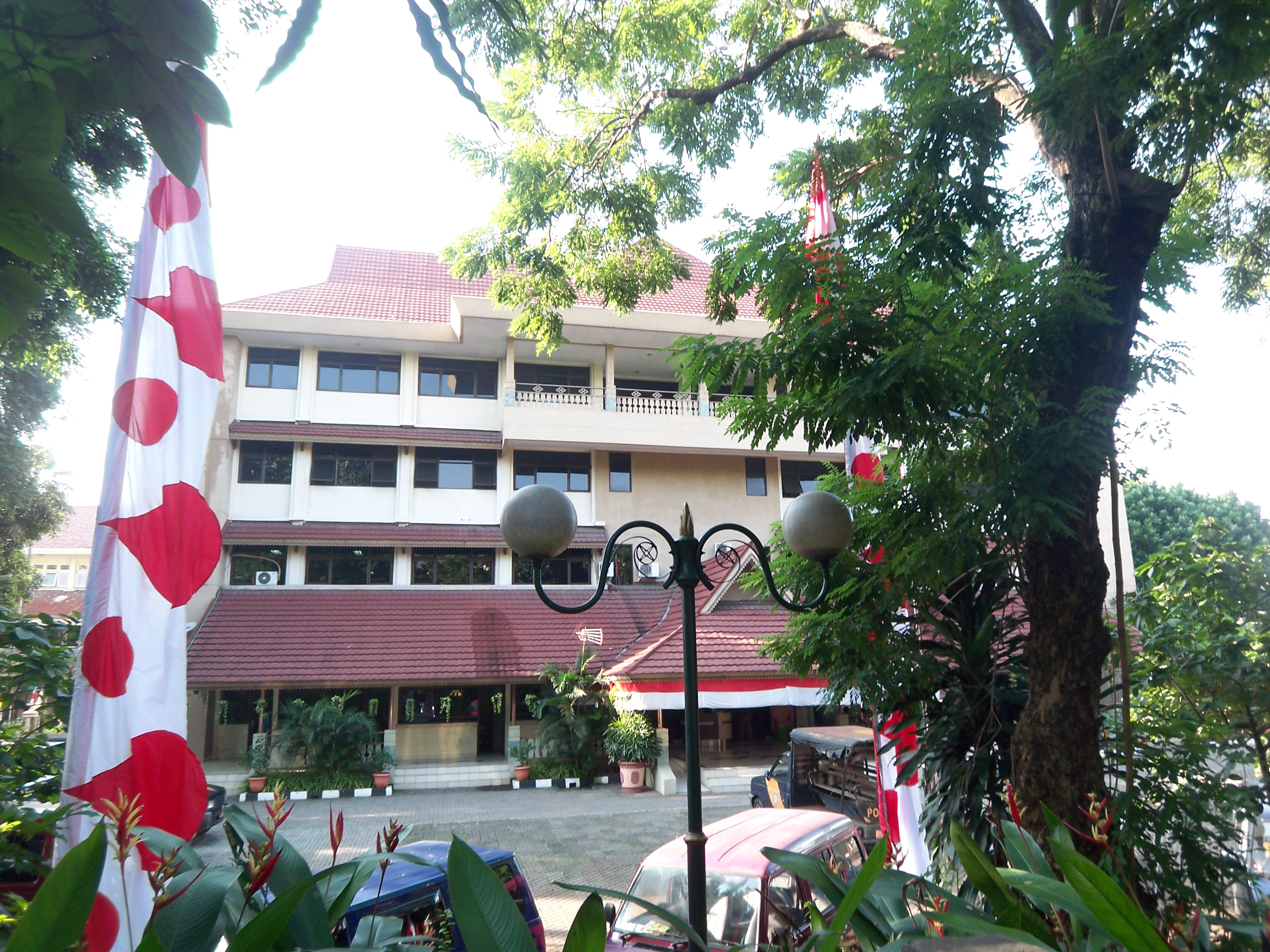
Kantoor van het onderdistrict Tebet in Zuid-Jakarta
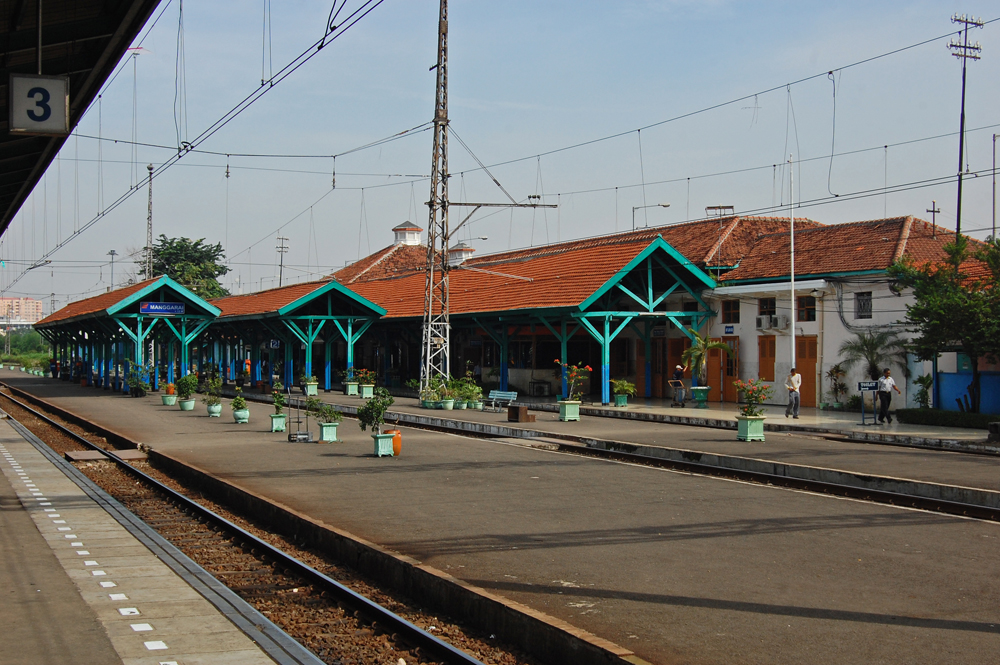
Manggarai-treinstation in  Zuid-Jakarta

In de kelurahan Menteng Dalam is na de Tweede Wereldoorlog een grote (militaire) begraafplaats, het Ereveld Menteng Pulo, aangelegd met 4.300 graven (o.a generaal Simon Spoor) die op kosten van de Nederlandse regering wordt onderhouden.

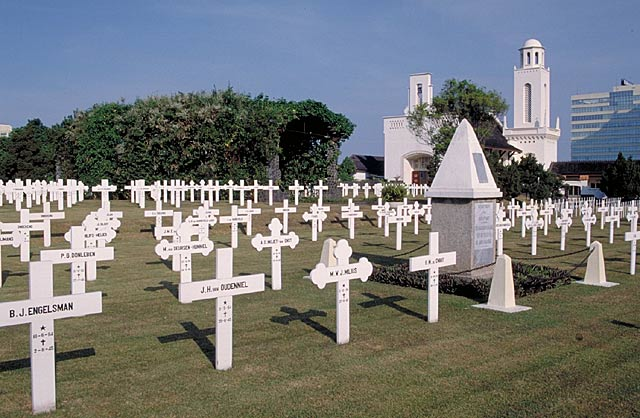
Ereveld Menteng Pulo

## Verdere onderverdeling
Het onderdistrict Tebet is verdeeld in 7 kelurahan:
1. Tebet Barat - postcode 12810
2. Tebet Timur - postcode 12820
3. Kebon Baru - postcode 12830
4. Bukit Duri - postcode 12840
5. Manggarai - postcode 12850
6. Manggarai Selatan - postcode 12860
7. Menteng Dalam - postcode 12870